# Red Rover
Red Rover är en kanadensisk långfilm från 2003 i regi av Marc S. Grenier, med William Baldwin, Jodi Lyn O'Keefe, Brenda James och Francis X. McCarthy i rollerna.

## Handling
Red Rover är historien om de två syskonen Kylie och Will Logan som ärver en Viktoriansk herrgård på en isolerad ö i havet utanför ett litet fiskeläge. Kylie har varit psykiskt sjuk nästan hela livet och hennes bror Will är psykiater och försöker hjälpa sin syster att möta sina rädslor. Så fort de går iland på ön förnimmer Kylie övernaturliga krafter som verkar genomsyra platsen. En härva av mystik och spänning rullas upp när gamla legender, tragiska dödsfall och en släktförbannelse börjar hemsöka dem. De inser snart att de har ärvt mer än ett hus.

## Rollista
| William Baldwin     | – Will Logan      |
| Jodi Lyn O'Keefe    | – Kylie Logan     |
| Brenda James        | – Diane           |
| Francis X. McCarthy | – George Callahan |
| Deborah Allen       | – Edna            |
| Charlie Rhindress   | – Mike            |